# Замок Бремор
Замок Бремор (англ. Bremore Castle) — один із замків Ірландії. Розташований біля селища Балбрігган (Балє Брігін) в графстві Дублін.

## Історія замку Бремор
Замок тремор був побудований в XIV столітті норманськими феодалами Барневаллс. Потім замок був значно перебудований у XVI столітті. Родина Барневаллс володіла цим замком з часів будівництва і аж до 1727 року, коли замок був проданий. Проте, не виключено, що цей замок був побудований на місці бульш давнього замку. Перша згадка про замок Бремор в історичних джерелах говорить, що замок існував ще в ХІІІ столітті і ним володів англо-норманських феодал Вільям Росел да Брімор, що брав участь в англо-норманському завоюванні Ірландії в ХІІ — ХІІІ століттях. У XVIII столітті замок був уже в досить поганому стані, сильно поруйнований часом і занедбаний. У 1783 році ним володів Остін Купер — відомий антиквар того часу. Але замок далі руйнувався і в ХХ столітті перетворився на повну руїну.
У ХХІ столітті почалися реставраційні і ремонтні роботи, якими займається Департамент парків баронства Фінгал та Історичне товариство графства Дублін. Роботи тривають вже більше 10 років, але досі не завершені. Місцеві жителі обурені, що на реставрацію замку виділено дуже малі кошти, яких ре вистачить на повноцінний ремонт. Справа в тому, що одночасно з цим були виділені величезні кошти на реставрацію замку Малахайд, що розташований неподалік. Місцева влада планує, що після реставрації замок і навколишній парк буде відкритий для туристів і громади.